# وزارة الثقافة والسياحة (الصين)
وزارة الثقافة والسياحة الصينية (بالصينية: 中华人民共和国文化和旅游部) هي وزارة مسؤولة عن صياغة السياسات الثقافية والسياحية في الصين. يقع مقرها الرئيسي في منطقة تشاويانغ، بكين. تأسست في 19 مارس 2018 وكانت سابقا وزارة الثقافة وإدارة السياحة الوطنية الصينية.

## تاريخ
في 19 مارس 2018 أعلنت حكومة جمهورية الصين الشعبية دمج وزارة الثقافة وإدارة السياحة الوطنية الصينية لإنشاء وزارة الثقافة والسياحة. وفي نفس اليوم انتخب لوه شوجانج وزيرا للثقافة والسياحة.